# Будинок-музей Максиміліана Волошина
Будинок-музей Максиміліана Корнієнко-Волошина — музей у Коктебелі, відкритий 1 серпня 1984 року в колишньому будинку російського поета українського походження і художника Максиміліана Корнієнко-Волошина. Колекція музею нараховує близько 55 тисяч експонатів.

## Історія
Будинок будувався в 1903—1913 роках Волошиним і його матір'ю, Оленою Оттобальдівною Волошиною. Ще за життя Волошина в його будинку був облаштований безкоштовний Будинок відпочинку для письменників, художників і науковців. Гостями цього будинку були:
- письменники і поети: М. Горький, К. Треньов, В. Вересаєв, М. Цвєтаєва, В. Брюсов, О. Мандельштам, О. Грін, О. Толстой, М. Булгаков, І. Еренбург, Л. Леонов;
- художники К. Боневський, М. Латрі, В. Полєнов, К. Петров-Водкін, Р. Фальк, А. Остроумова-Лебедєва, Є. Круглікова, П. Кончаловський та багато інших.

Після смерті поета він за заповітом перейшов Спілці письменників.
До 1976 року тут проживала його вдова М. С. Волошина. Вона зберегла меморіальну обстановку кімнат, бібліотеку, архів.
У 2001 році на базі музею з метою зберегти унікальні історико-культурні ландшафти був створений Коктебельський еколого-історико-культурний заповідник «Кімерія М. О. Волошина».
У 2004—2007 роках була відреставрована і зміцнена будівля музею. Внесок у відродження Будинку зробили Уряд України та Криму, Верховна Рада Криму, Фонд мистецтв Володимира Філліпова, Зовнішторгбанк Росії. Сьогодні тут часто відбуваються творчі зустрічі, на яких вважають за честь виступити відомі письменники, поети, артисти.
|                                                              |  |  |
| Ювілейна монета НБУ присвячена 100-річчю Будинку М. Волошина |  |  |

## Експозиція

Бюст Волошина перед будинком-музеєм

У першому залі розміщена літературно-історична експозиція. Документи, фотографії, листи детально розповідають про життя і творчу долю Максиміліана Корнієнко-Волошина.
На другому поверсі будівлі розташована майстерня. Після ремонту обстановка цієї кімнати не змінилася. Всі речі зайняли свої місця, як і за життя господаря. Письмовий стіл, мольберт, полиці з книгами. Стелажі для робочих інструментів, фарби і пензлики. У глиняних вазах — сухі гірські рослини.
Центром майстерні є «каюта Таїах». На стіні — скульптурний портрет єгипетської цариці. Поряд декілька мальовничих полотен — акварельні роботи майстри, у яких уловлюються риси мистецтва Сходу і Заходу. Багато морських раковин, намиста з самоцвітів, фігурки з дерева і каменя.